# 底漆

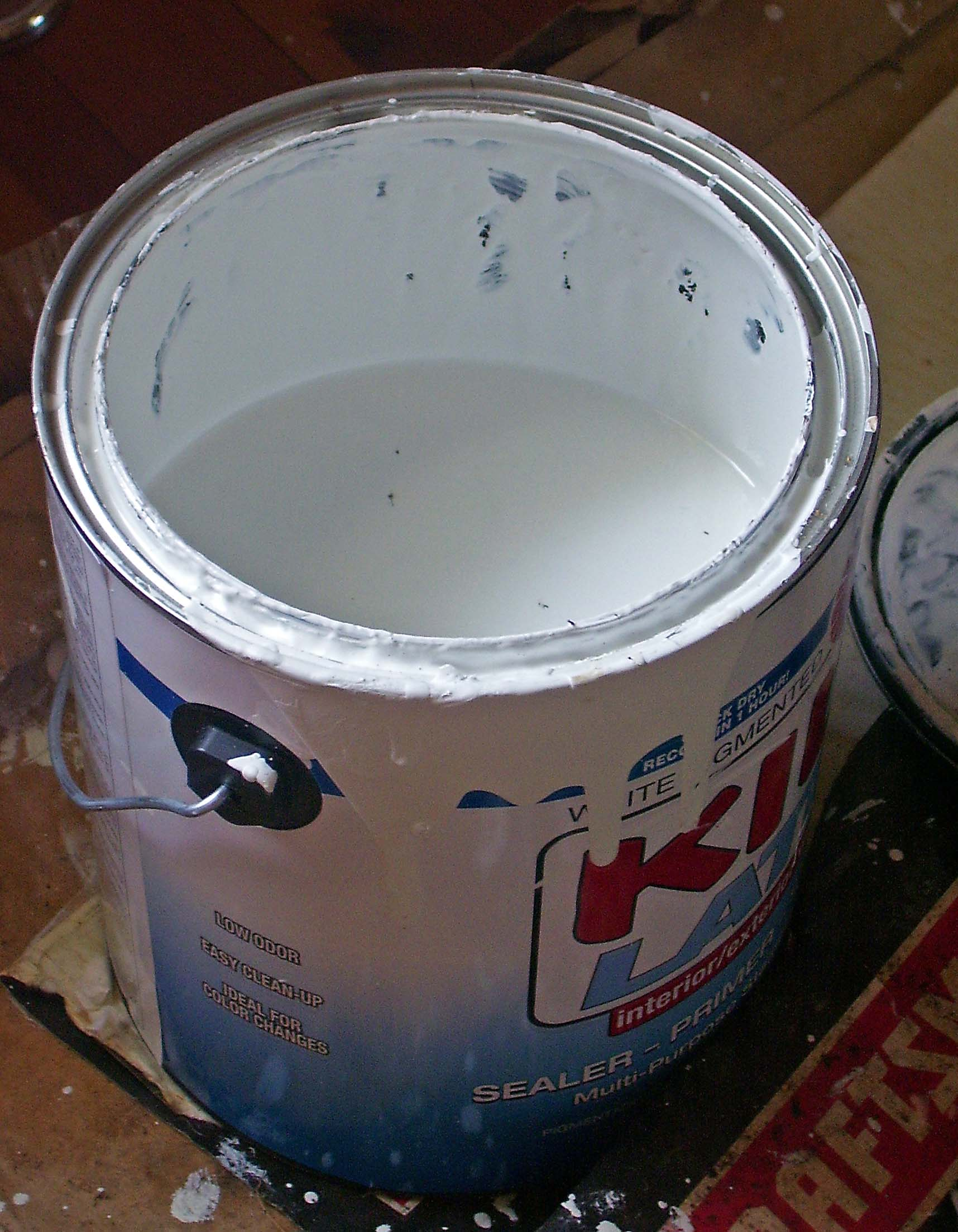
底漆

底漆又稱底油，是在髹漆之前預先塗在物料的東西。底漆令油漆能黏附在物料表面、令油漆更耐用、以及為髹漆的物料加上額外保護。

## 成份
20%-30% 人工樹脂、60%-80% 溶劑、以及 2%-5% 添加劑。

## 何時應用
底漆令面漆附着得更好。為了此原因，底漆的設計目標就是要附着在物料的表面，以及形成與面漆之間的連結層。因為底漆表面不用堅固和光滑，而是應該能修補底部物料的細微裂紋和空隙。為達到此目的，有時是運用物料的化學特性，例如鋁底漆；有時則運用物料的物理特性，例如孔隙率、黏性、以及吸濕性。
實務上，底漆通常用來塗在有很多孔的物料，例如混凝土，特別是木材。若該物料不能防水，則塗上底漆是必須的。為石膏板塗底漆也是建築業的標準工序，因此舉能填密物料表面的細微空隙，有助防止發霉。有時要處理的物料表面非常污糟，但無法清潔；以及要在深色表面塗上淺色顏料，也可以先塗底漆。

## 金屬底漆

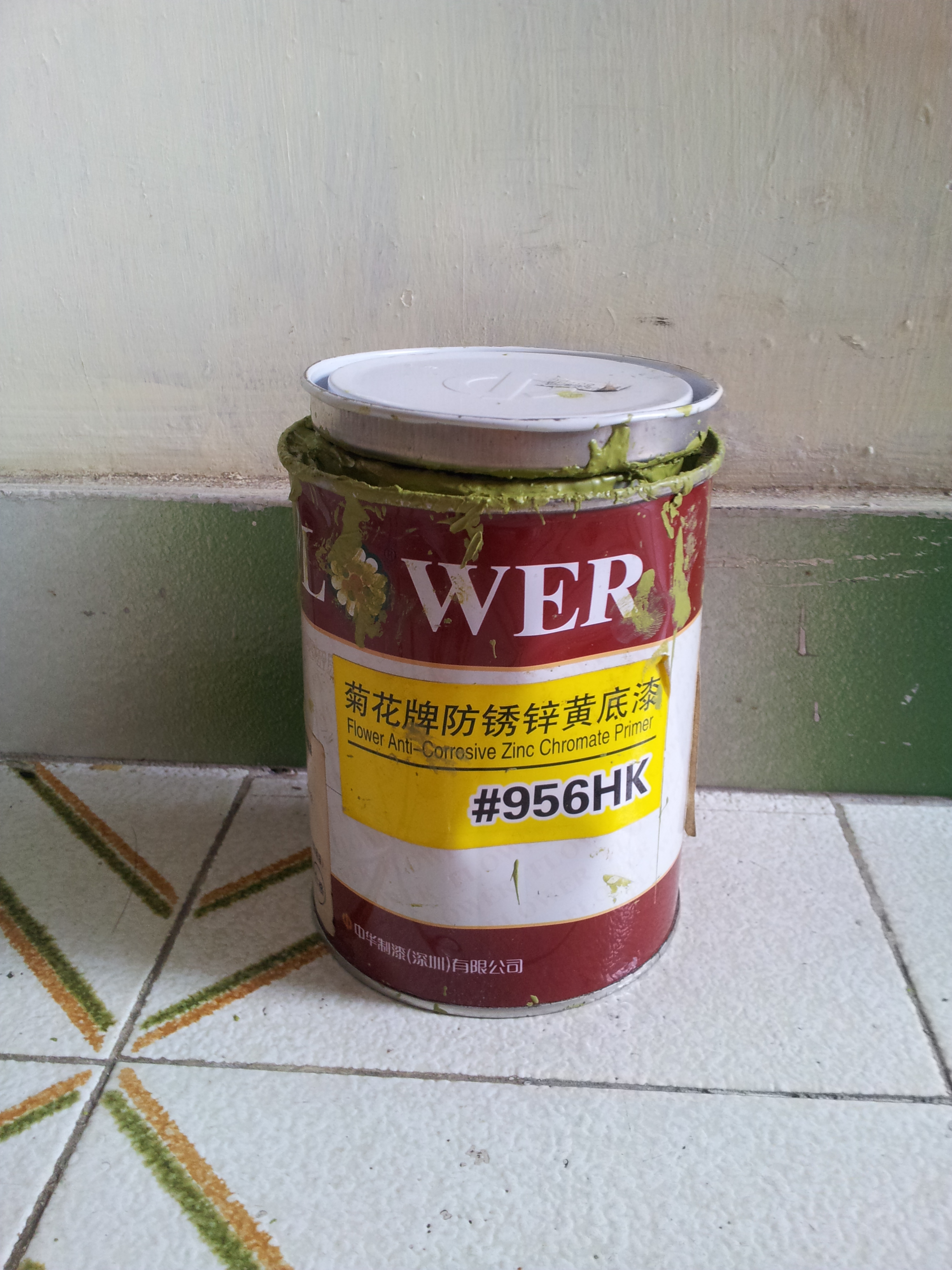
鋅黃（鉻酸鋅）底漆，香港俗稱「鉛水油」

某些金屬，例如未處理的鋁，需要塗底漆；某些則不需要。若該金屬會接近水，塗底漆較好。因為大部分金屬直接接觸水分就會氧化（例如鋼會生鏽）。此外金屬底漆也可能包含防止氧化的物質，例如用作陰極防蝕的鋅。 
金屬氫氧化物或氧化物不能提供堅固的表面供油漆附着，因此油漆會大面積剝落。髹上底漆可令此情況不會出現。使用底漆的另一原因就是物料表面情況很差，例如鋼鐵表面生滿鏽。單是鏟走鐵鏽並不足夠；某些特殊的底漆可用化學方式將鏽轉變成固體金屬鹽。即使這樣做無法令其變回光滑閃亮的金屬表面，也比較容易剝落、佈滿細孔的鏽孔。
在飛機工業，黏合鋁，以及在表面塗漆非常重要；會使用有毒的鉻酸鋅底漆和塗鉻以增加附着力。

## 另見
- 油漆